# Велика міська синагога (Буськ)
Синагога в Буську, містечку в українській Львівській області, була побудована в 1842 —1843 роках. Синагога — пам'ятка культури, що охороняється.
Будівля була побудована завдяки пожертві Якоба Гланзера (Якуб Ґланзер), який також фінансував синагогу Хасидів у Львові.
Після Другої світової війни синагогу було незаконно присвоєно як склад будівельних матеріалів. В останні роки будівлю перетворили на житловий будинок.

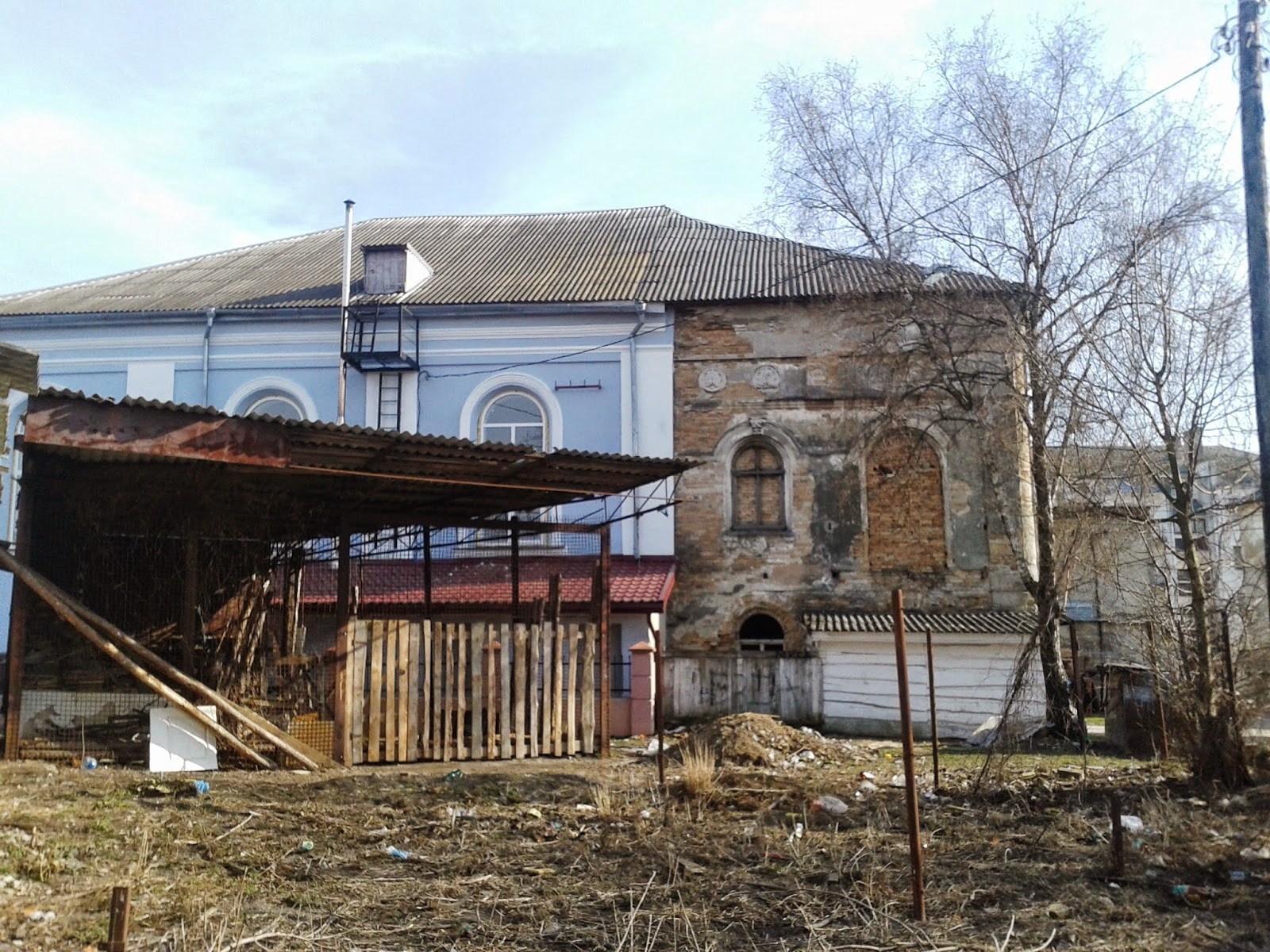
Вид на синагогу (березень 2014 року)
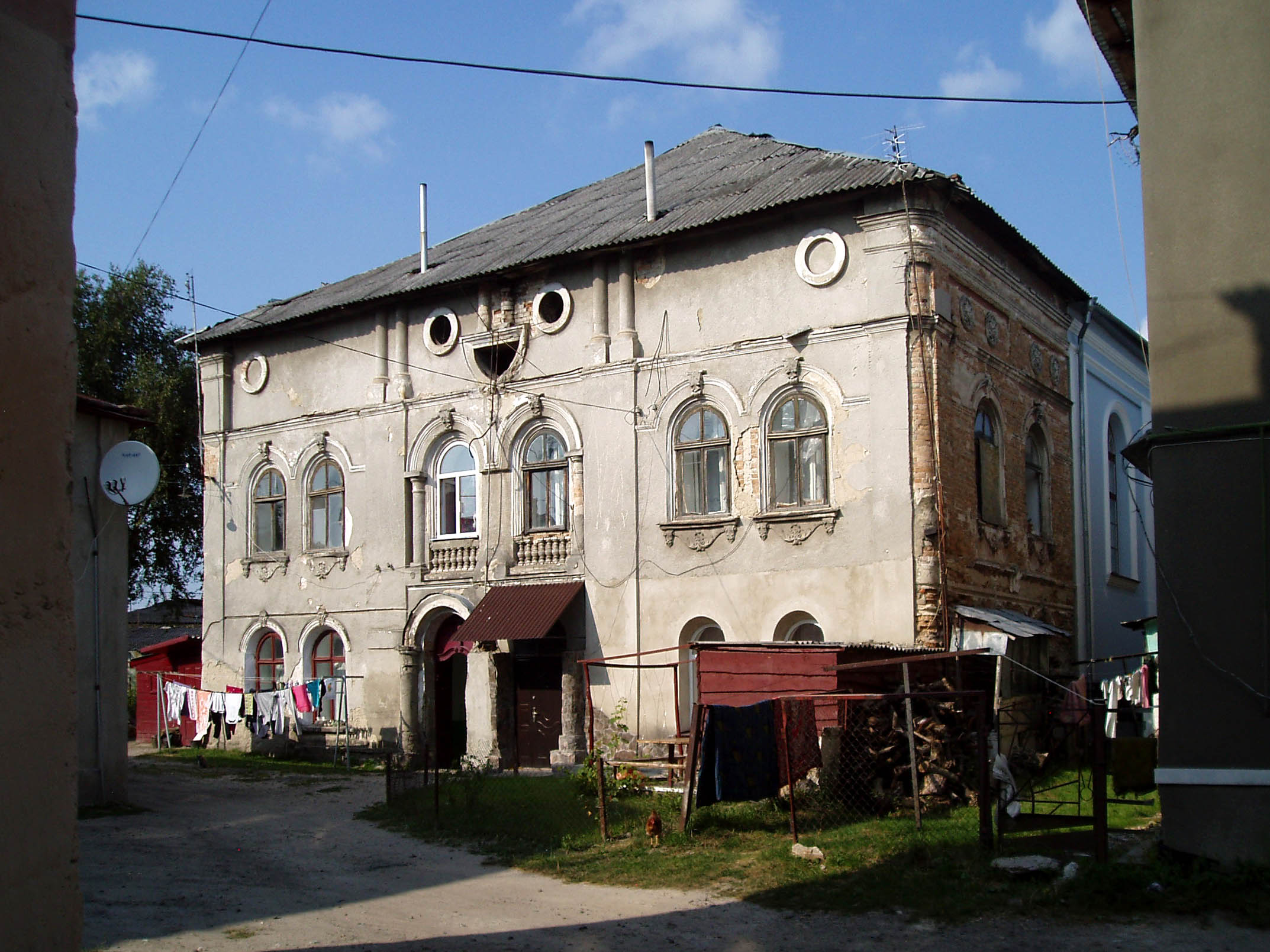
Вид на синагогу
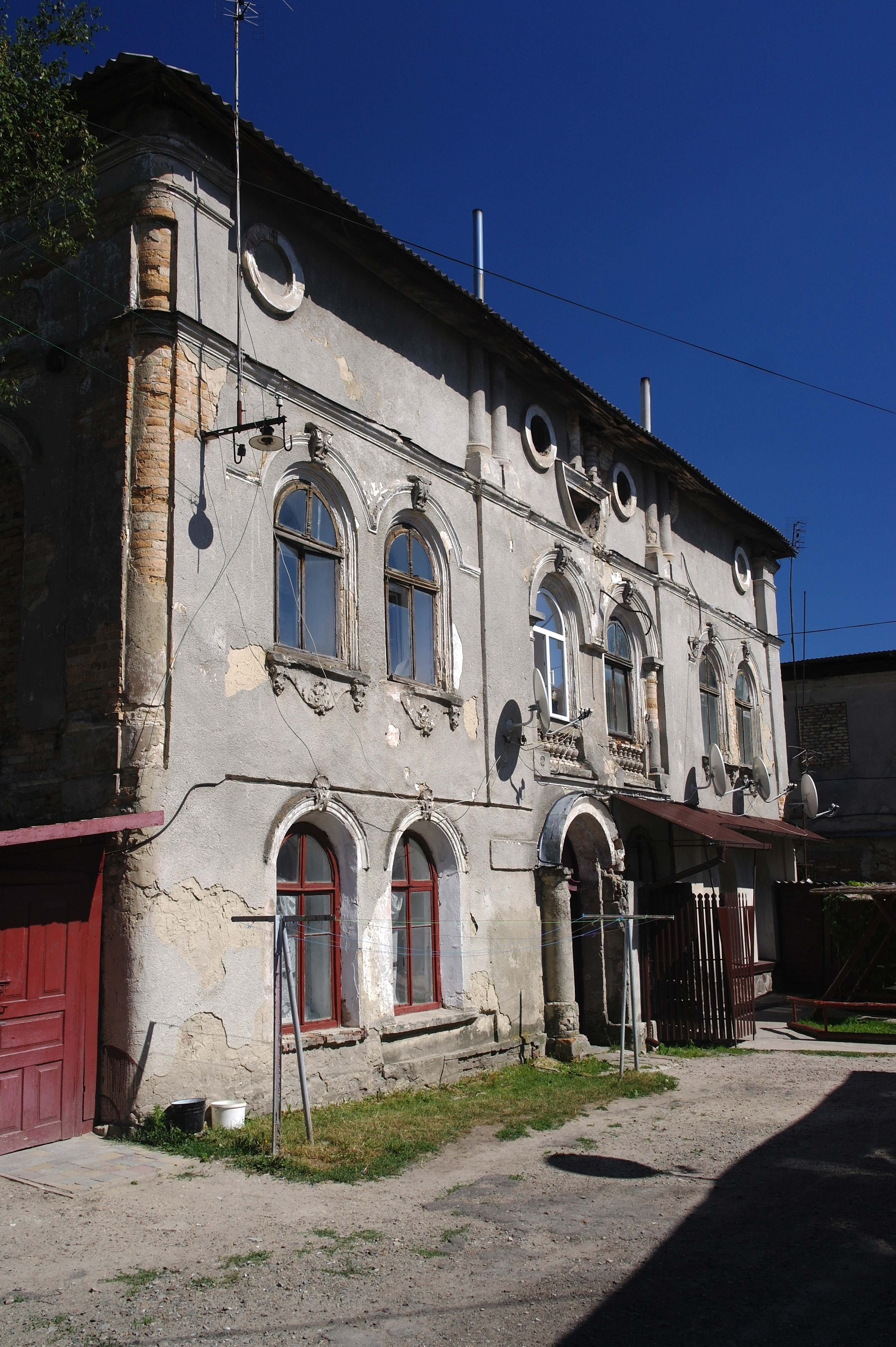
Вид на синагогу (серпень 2015 року)

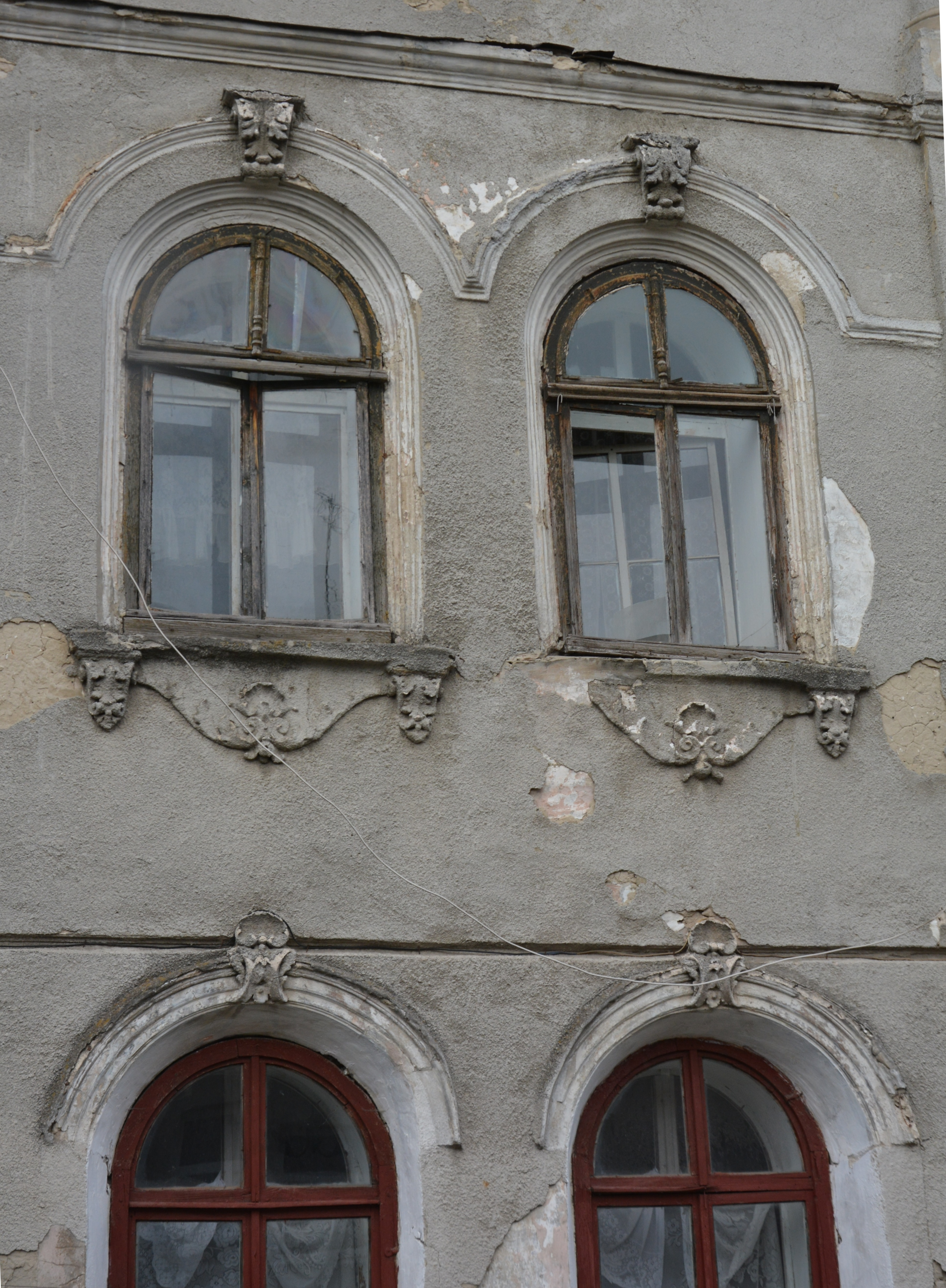
Елемент екстер'єру (вересень 2015 року)
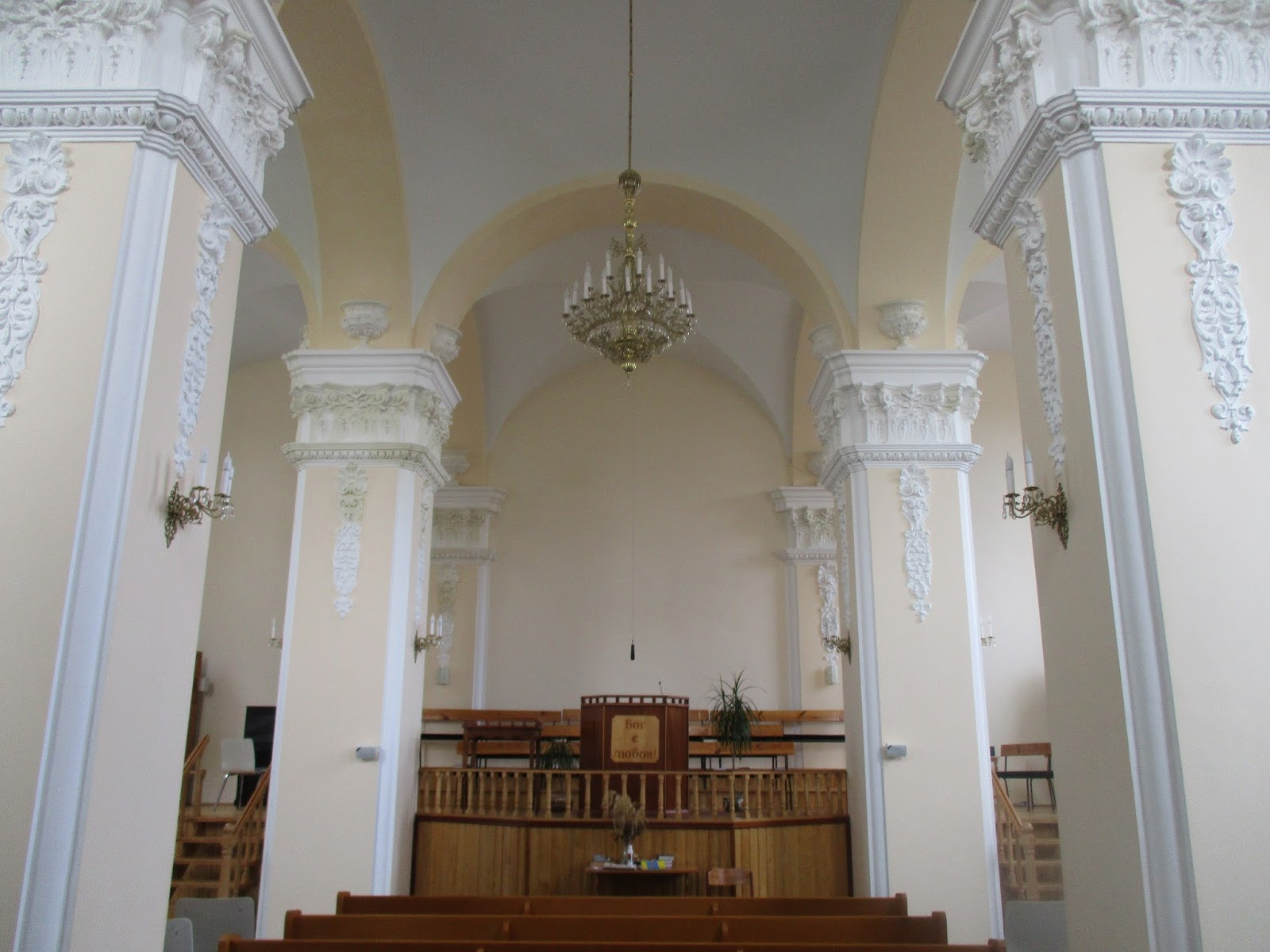
Інтер'єр (березень 2014 року)
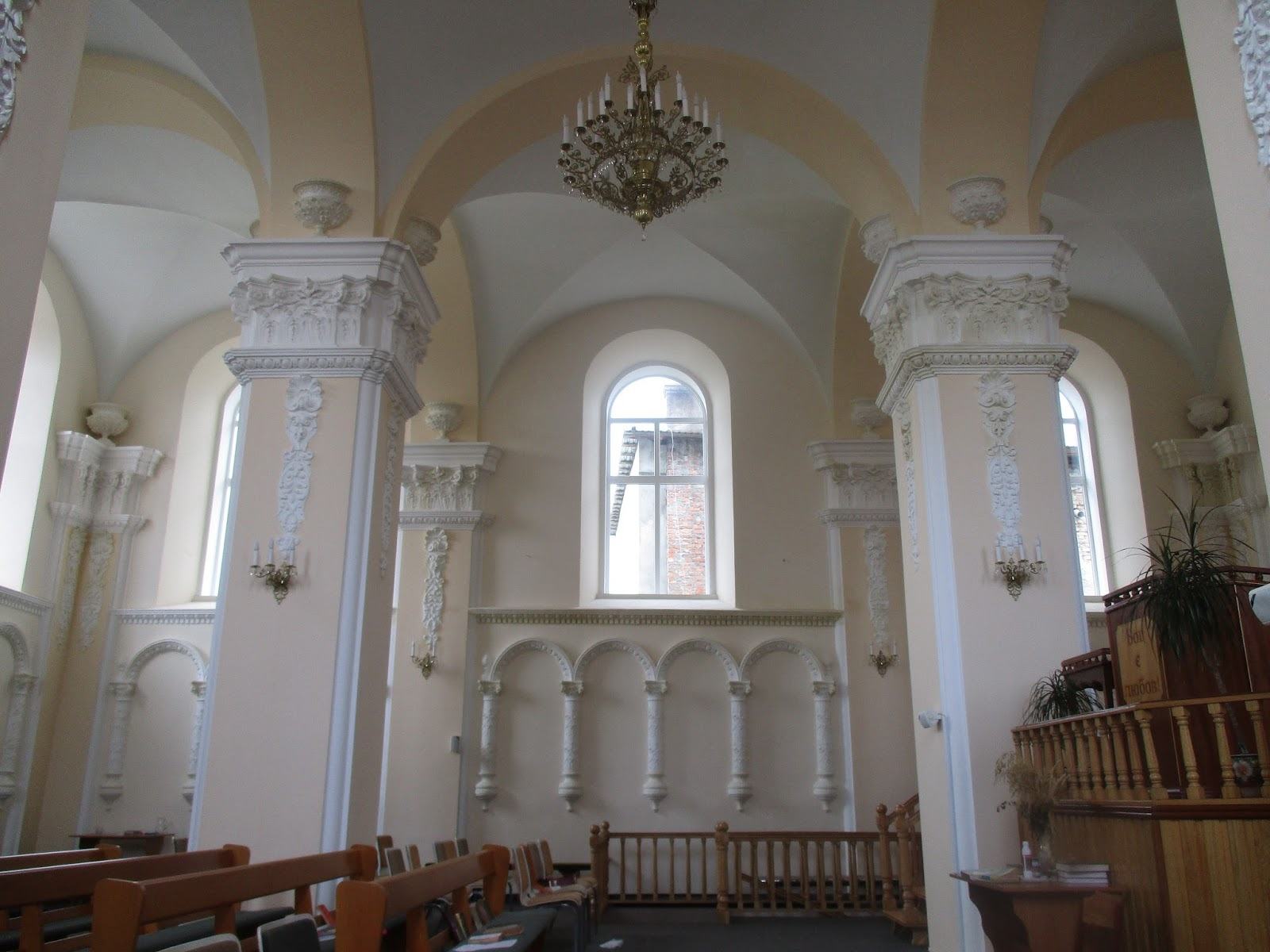
Інтер'єр (березень 2014 року)